# Ed Stasium

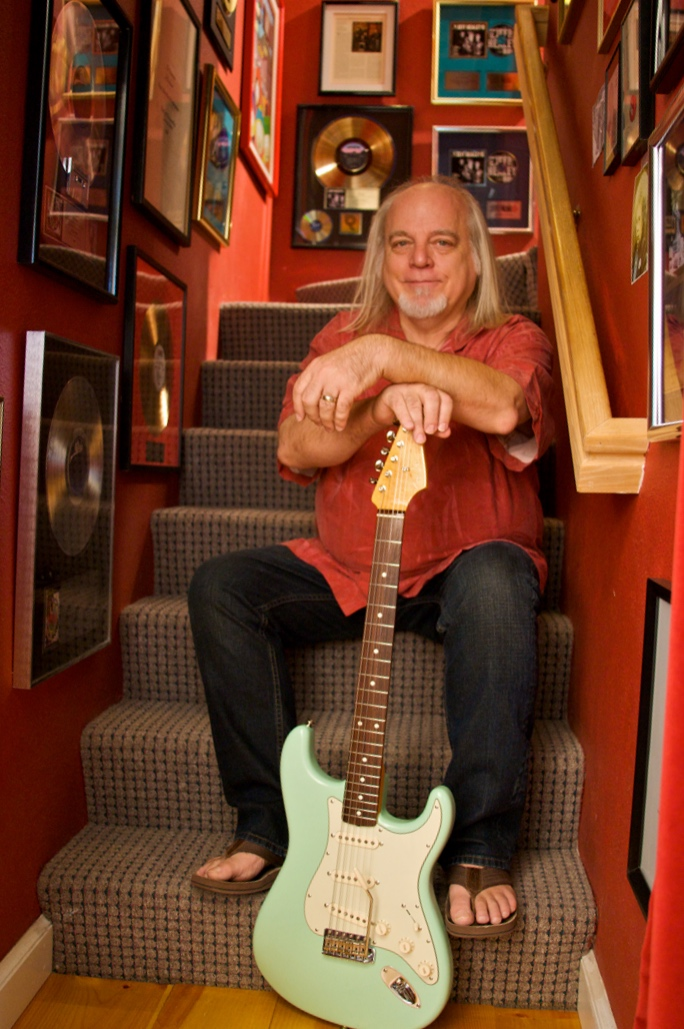
Ed Stasium

Ed Stasium (geb. vor 1970) ist ein US-amerikanischer Musikproduzent, Tontechniker und Multiinstrumentalist.

## Leben
Stasium begann seine Karriere 1970 als Sänger und Gitarrist der Band Brandywine, deren einziges Album Aged ein kommerzieller Misserfolg war. Die Band löste sich daraufhin wieder auf. Er zeigte in der Folge keine weiteren Ambitionen, auf der Bühne zu stehen und arbeitete stattdessen im Hintergrund. Zunächst war er ab 1973 als Studio-Tontechniker tätig, unter anderem für Aufnahmen von Gladys Knight, The Chambers Brothers und Sha Na Na. 1976 war er wieder als Tontechniker an der Produktion des Albums Morin Heights der schottischen Band Pilot beteiligt, welches in Kanada in den gleichnamigen Studios aufgenommen wurde. Stasium nahm 1977 sowohl das Album Talking Heads ’77 der Talking Heads sowie das zweite Album der Ramones, Leave Home auf. Das Zusammentreffen mit den Ramones führte ihn zur Karriere als Musikproduzent; bei Rocket to Russia wirkte er neben seiner Arbeit als Tontechniker schon als Koproduzent mit. Ab Road to Ruin produzierte er zahlreiche Alben der Band, darunter It’s Alive, den Soundtrack zu Rock ’n’ Roll Highschool und Too Tough to Die.
In den 1980er Jahren produzierte Stasium unter anderem Living Colour, Soul Asylum und Julian Cope und war als Tontechniker an Aufnahmen von Mick Jagger, der Talking Heads und Carly Simon beteiligt. In späteren Jahren produzierte er unter anderem The Smithereens, Motörhead, Hoodoo Gurus und Reverend Horton Heat. Beim 2012 postum erschienenen Album ...Ya Know? von Joey Ramone spielte er zahlreiche Instrumente ein, darunter Akkordeon, E-Bass, Gitarre und Piano.